# Hügellandweg (Bielefeld)
Der Hügellandweg ist ein 19 km langer Wanderweg in Bielefeld. Der Startpunkt ist das Wetterhäuschen in der Nähe der Kunsthalle in Bielefeld. Der Endpunkt ist die Endhaltestelle Schildesche der Linie 1. Er verläuft in einem weiten Bogen um die Stadt im Nordwesten. Der Weg verläuft durch den Teutoburger Wald und durch das Ravensberger Hügelland.

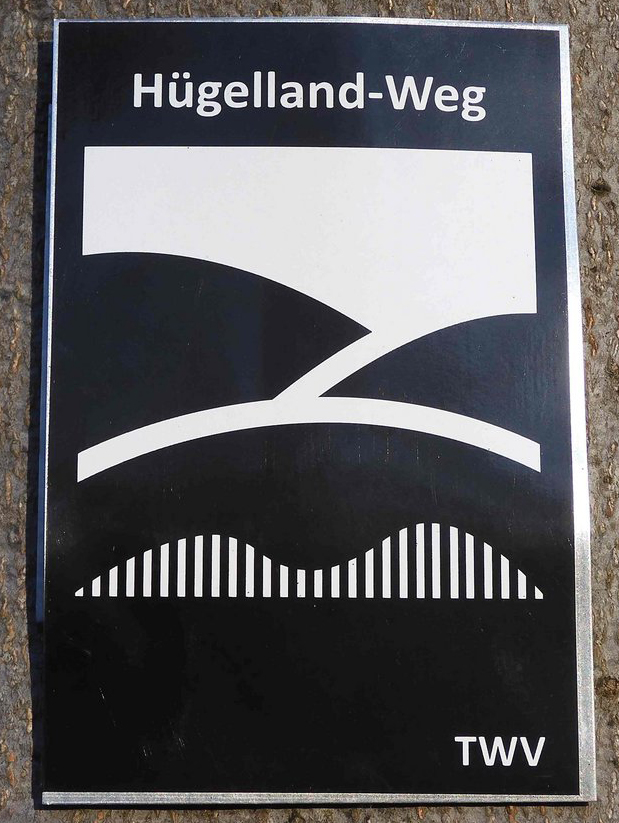
Das Schild des Hügellandwegs, zu finden entlang der Route

Auf dem Weg finden sich eine Reihe von Sehenswürdigkeiten:
- Johannisberg
- Bauernhausmuseum
- Ochsenheide
- Johannisbach
- Hof Meyer zu Müdehorst
- Kirchenruine Müdehorst
- Moorbachtal
- Köckerwald